# Antocha simplex
Antocha simplex är en tvåvingeart som beskrevs av Alexander 1970. Antocha simplex ingår i släktet Antocha och familjen småharkrankar. Inga underarter finns listade i Catalogue of Life.